# Teddy Biaudet
Teodor (Teddy) August Biaudet, född 15 maj 1886 i Helsingfors, död 11 december 1967 i Grankulla, var en finländsk läkare.
Biaudet blev medicine licentiat 1915. Han arbetade 1916–1917 som överläkare vid Nobels krigslasarett i Baku och var under kriget 1918 överläkare för Sigurdskårens ambulans. Han verkade 1918–1944 som kommunalläkare i Kyrkslätt och var sedan köpingsläkare i Grankulla till 1954; tjänstgjorde därutöver som skeppsläkare på skolskeppet Favell under en färd till Durban 1922 och på Elfvings fiskeflotta på Ishavet 1931. År 1954 publicerade han sina memoarer, Ett liv i läggspel.